# 貝寧王國

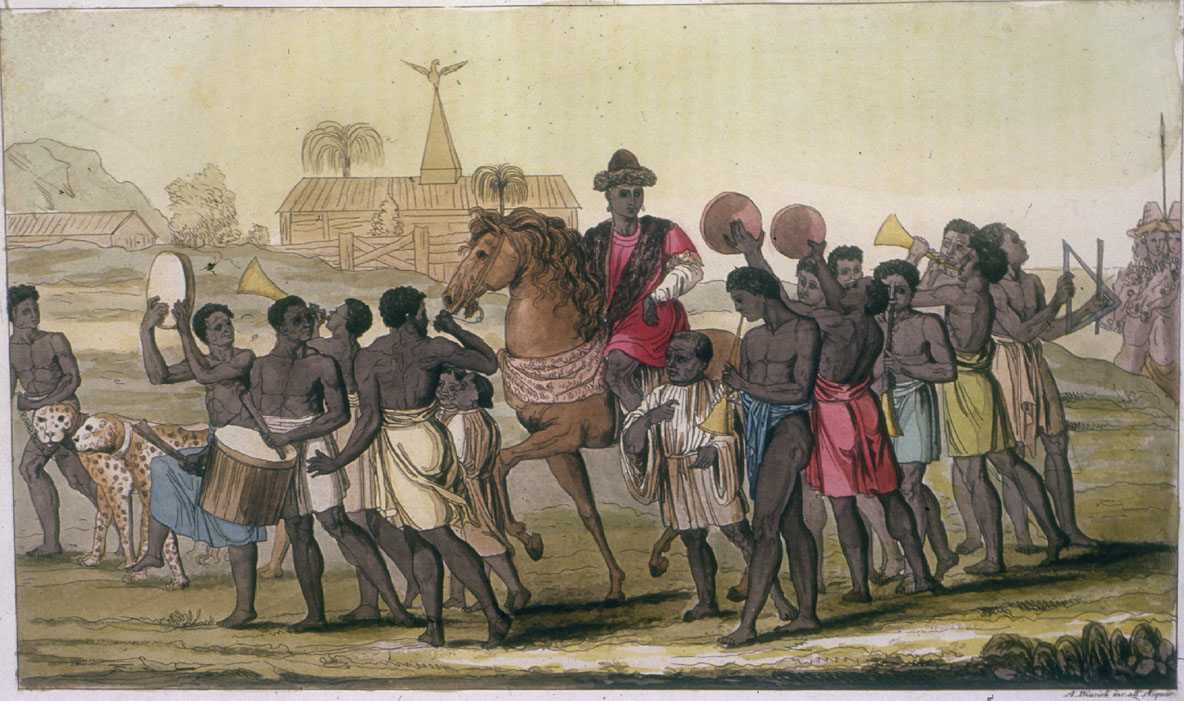
十七世紀末葉的貝南王國

貝寧王國是後古典時期到近代西部非洲由埃多人所建立的一个國家，位於今尼日利亞南部，首都為埃多城（今贝宁城），現隸屬尼日利亞埃多州。貝南王國曾是西非海岸最古老和最發達的國家之一，在非洲文明史上有著重要的地位。貝南王國約於11世紀左右形成，直至1897年被英国吞併。
貝南王國並非如今的貝南共和國。貝南共和國是由貝南王國西部的達荷美王國逐漸演變而來。貝南王國則位於如今的尼日利亚境內。

## 奴隸貿易
貝南王國和比鄰的达荷美王国反应了非洲国家在近代就与欧洲殖民国家进行奴隸貿易这一问题两种截然不同的态度。与积极参与奴隶贸易的达荷美王国相反，贝宁王国从始至终都对与欧洲国家进行奴隶贸易一题采取了消极态度。最早从1516年开始，贝宁王国便开始限制奴隶出口，最后更是全面禁止了男性奴隶的对外出口。直到十八世纪贝宁经济的主要支柱——胡椒和棉布的出口——逐渐被来自欧亚的竞争击败之后，贝宁王国才放宽了对奴隶贸易的限制。但即使在与欧洲国家奴隶贸易的顶峰时期（18世纪末叶），贝宁王国的年奴隶出口量也才不到1000人。